# Командування ОЗС НАТО на підступах до Балтійського моря

Командування ОЗС НАТО на підступах до Балтійського моря (англ. Allied Forces Baltic Approaches, BALTAP) — командування НАТО у період з 1962-го по 2002-й рр., яке відповідало за операції об'єднаних збройних сил Альянсу на підступах до Балтійського моря.
Командування було утворене 8 січня 1962 року за наполяганням Німеччини, яка прагнула до об'єднання військово-морських сил НАТО Північного і Центрального командувань. Штаб-квартира командування знаходилась у Карупі (Данія). У 1993 році командування було реорганізоване, а в 2002 — остаточно розформоване.
До зони відповідальності та впливу командування входили Данія (без Гренландії і Фарерських островів), федеральні землі Німеччини Гамбург і Шлезвіг-Гольштейн, протоки між північно-західним берегом Ютландії і Скандинавським півостровом, що з'єднує Північне море з Балтійським морем — Скагеррак і Каттегат, а також інші данські протоки і Балтійське море.

## Структура
Структура командування з 1962 по 1994 (до реорганізації) складалася з чотирьох командних пунктів:
- англ. Allied Land Forces Schleswig-Holstein and Jutland (COMLANDJUT) — Командування об'єднаними сухопутними силами Шлезвіг-Гольштейна і Ютландії (штаб-квартира в Рендсбурзі);
- англ. Allied Land Forces in Zealand (COMLANDZEALAND) — Командування об'єднаними сухопутними силами Зеландії (штаб-квартира в Рінгстеді);
- англ. Allied Air Forces Baltic Approaches (COMAIRBALTAP) — Командування об'єднаними військово-повітряними силами Балтії (штаб-квартира в Карупі);
- англ. Allied Naval Forces Baltic Approaches (COMNAVBALTAP) — Командування об'єднаними військо-морськими силами Балтії (штаб-квартира в Карупі);

### Командування об'єднаними сухопутними силами Шлезвіг-Гольштейна і Ютландії

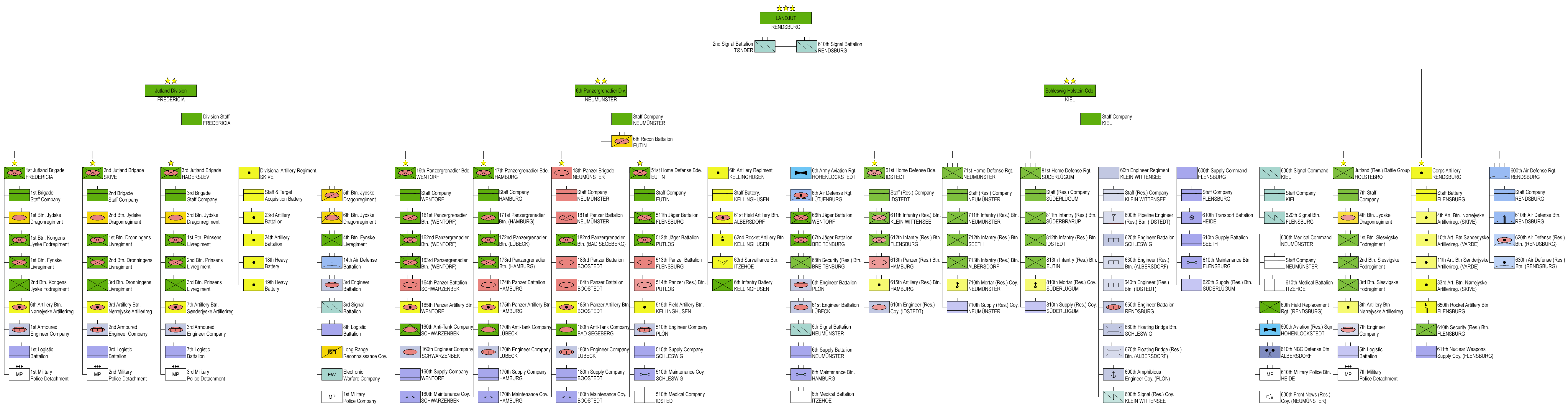
Структура об'єднаних сухопутних військ Шлезвіг-Гольштейна і Ютландії в 1989 році

- Об'єднані сухопутні сили Шлезвіг-Гольштейна
  - 610-й сигнальний батальйон

- - Корпусна артилерія
    - 5-й артилерійський дивізіон
    - 10-й артилерійський дивізіон
    - 11-й артилерійський дивізіон
    - 33-й артилерійський дивізіон
    - 650-й ракетний батальйон
    - 610-й батальйон
    - 611-й батальйон

- - 600-й авіаційний полк ППО
    - 610-й авіаполк
    - 620-й авіаполк
    - 630-й авіаполк

- - Бойові бригади Ютландії
    - 1-а піхотна бригада
    - 2-а піхотна бригада
    - 3-а піхотна бригада
    - 4-а піхотна бригада
    - 8-й артилерійський батальйон

- - 1-а піхотна бригада Великої Британії
    - Королівські гусари
    - 1-й Королівський полк
    - 2-й полк легкої піхоти
    - 47-а Королівська артилерія
    - 22-й інженерний полк
    - 656-а ескадрилья

#### Дивізіон Ютландії
- Дивізіон Ютландії
  - 3-й інженерний батальйон
  - 4-а піхотна бригада
  - 5-а розвідувальна бригада

- - 1-а піхотна бригада Ютландії
    - 1-а рота військової поліції
    - 1-й інженерний батальйон

- - 2-а піхотна бригада Ютландії
    - 3-й артилерійський батальйон
    - 2-й інженерний батальйон
    - 2-а рота військової поліції

- - 3-я піхотна бригада Ютландії
    - 7-й артилерійський батальйон
    - 3-й інженерний батальйон
    - 3-я рота військової поліції

- - Дільничий артилерійський полк
    - 23-й артилерійський дивізіон
    - 24-й артилерійський дивізіон
    - 18-а важка батарея
    - 14-й авіаційний батальйон ППО

#### 6-й дивізіон
- 16-а піхотна бригада
  - 161-й артилерійський батальйон
  - 162-й артилерійський батальйон
  - 163-й артилерійський батальйон
  - 164-й артилерійський батальйон
  - 165-й протитанковий батальйон
  - 160-й протитанковий батальйон

- 17-а піхотна бригада
  - 171-й артилерійський батальйон
  - 172-й артилерійський батальйон
  - 173-й артилерійський батальйон
  - 174-й протитанковий батальйон
  - 175-й протитанковий батальйон
  - 176-й протитанковий батальйон
  - 177-й протитанковий батальйон

- 18-а танкова бригада
  - 180-й протитанковий батальйон
  - 181-й танковий батальйон
  - 182-й танковий батальйон
  - 183-й танковий батальйон
  - 184-й танковий батальйон
  - 185-й танковий батальйон

- 51-а оборонна бригада
  - 511-й оборонний батальйон
  - 512-й оборонний батальйон
  - 513-й танковий батальйон
  - 514-й танковий батальйон
  - 515-й батальйон польової артилерії
  - 510-й протитанковий батальйон
  - 510-й медичний батальйон

- 6-й артилерійський полк
  - 61-й батальйон польової артилерії
  - 62-й ракетний артилерійський дивізіон
  - 63-й батальйон спостереження
  - 6-а піхотна батарея

- 6-а армія
  - 6-й протитанковий батальйон
  - 6-й інженерний батальйон
  - 61-й інженерний батальйон
  - 6-й сигнальний батальйон
  - 6-й медсанбат
  - 6-й батальйон обслуговування

#### Територіальна команда Шлезвіг-Гольштейн
- 61-а оборонна бригада
  - 611-й піхотний батальйон
  - 612-й піхотний батальйон
  - 613-й протитанковий батальйон
  - 615-й артилерійський дивізіон
  - 610-й інженерний батальйон

- 71-й оборонний полк
  - 711-й піхотний батальйон
  - 712-й піхотний батальйон
  - 713-й піхотний батальйон
  - 710-а мінометна рота

- 81-й оборонний полк
  - 811-й піхотний батальйон
  - 812-й піхотний батальйон
  - 813-й піхотний батальйон
  - 810-й мінометна рота

- 60-й інженерний полк
  - 620-й інженерний батальйон
  - 630-й інженерний батальйон
  - 640-й інженерний батальйон
  - 650-й інженерний батальйон
  - 660-й інженерний батальйон
  - 670-й інженерний батальйон

### Командування об'єднаними сухопутними силами Зеландії

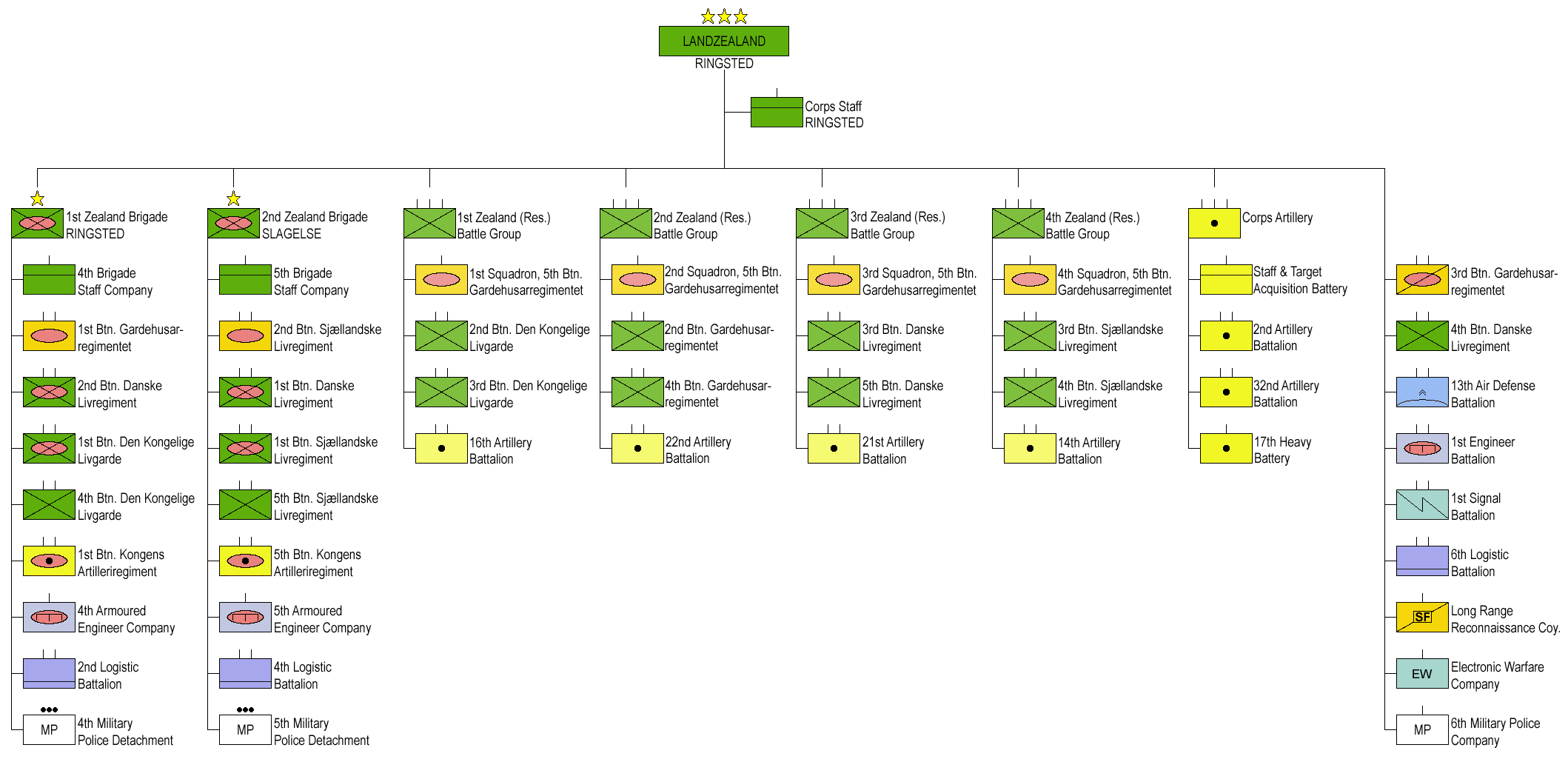
Структура об'єднаних сухопутних військ Зеландії в 1989 році

- Об'єднані сухопутні сили Зеландії
  - 3-й розвідувальний батальйон
  - 4-й піхотний батальйон
  - 1-й інженерний батальйон
  - 6-а рота військової поліції

- 1-а піхотна бригада Зеландії
  - 1-й піхотний полк
  - 2-й піхотний полк
  - 4-й піхотний полк
  - 4-а інженерна рота

- 2-а піхотна бригада Зеландії
  - 1-й піхотний батальйон
  - 5-й піхотний батальйон
  - 5-а інженерна рота

- 1-а бойова група Зеландії
- 1-а ескадрилья
- 2-й піхотний батальйон
- 3-й піхотний батальйон
- 16-й артилерійський дивізіон

- 2-а бойова група Зеландії
  - 2-а ескадрилья
  - 2-й піхотний батальйон
  - 4-й піхотний батальйон
  - 22-й артилерійський дивізіон

- 3-а бойова група Зеландії
  - 3-я піхотна рота
  - 5-й піхотний батальйон
  - 21-й артилерійський дивізіон

- 4-а бойова група Зеландії
  - 4-а ескадрилья
  - 3-й піхотний батальйон
  - 4-й піхотний батальйон
  - 14-й артилерійський дивізіон

- Корпусна артилерія
  - 2-й артилерійський дивізіон
  - 32-й артилерійський дивізіон
  - 17-а важка батарея
  - 13-й оборонний батальйон

### Командування об'єднаними військово-повітряними силами Балтії
- Королівські військово-повітряні сили Данії
  - Авіабаза в Ольборзі
    - 723-я ескадрилья
    - 726-а ескадрилья

- - Авіабаза в Карупі
    - 725-а ескадрилья
    - 729-а ескадрилья

- - Авіабаза Скрідструп
    - 727-а ескадрилья
    - 730-а ескадрилья

- - Східне командування ППО
    - 541-а ескадрилья
    - 542-а ескадрилья
    - 543-я ескадрилья
    - 544-а ескадрилья

- - Західне командування ППО
    - 531-а ескадрилья
    - 532-а ескадрилья
    - 533-я ескадрилья
    - 534-а ескадрилья

- Люфтваффе
  - Авіабаза Хусум
    - 44-а авіабригада 2-ї ескадрильї

  - Авіабаза Лек
    - 52-а авіабригада 2-ї ескадрильї

- Військово-повітряні сили Німеччини
  - Авіабаза Шлезвіг
    - 1-а авіабригада 2-ї ескадрилья
    - 1-а ескадрилья ППО

- - Авіабаза Егебек
    - 2-а авіабригада 2-ї ескадрильї
    - 2-а ескадрилья ППО

- - Авіабаза Нордхольц
    - 3-а авіабригада 2-ї ескадрильї
    - 3-а ескадрилья ППО

### Командування об'єднаними військо-морськими силами Балтії
До 1976 року командування знаходилось у Кіль-Хольтенау. З 1976 — у Карупі.
- Королівські військово-морські сили Данії
- Військово-морські сили Німеччини